# Ланге, Людвиг (филолог)
Людвиг Ланге (нем. Ludwig Lange; 4 марта 1825, Ганновер, королевство Ганновер, — 18 августа 1885, Лейпциг, Германия) — немецкий филолог.

## Биография
Родился в Ганновере 4 марта 1825 года в семье пекаря.
С 1843 года изучал классическую филологию у Карла Фридриха Германа в Гёттингенском университете. В 1846 году, ещё будучи студентом, он был отмечен философским факультетом за сочинение по истории римских войн в имперский период. Через год, в 1847 году, получил докторскую степень, защитив диссертацию на тему «Prolegomena zu einer Hyginus-Ausgabe» («Пролегомены к изданию Гигина»_ и сдал экзамен учителя для преподавания классических языков и истории в гимназии. В первой половине 1848 года он предпринял поездку по Германии, через год получил в Гёттингене хабилитацию по языкознанию и археологии, а в 1850 году поступил на должность помощника библиотекаря Гёттингенского университета.
В 1853 году Ланге стал адъюнкт-профессором, а в 1855 году — профессором классической филологии в Пражском университете. С 1859 года он преподавал в Гиссенском университете и, наконец, в 1871 году был приглашён в Лейпцигский университет.
В 1863 году он был избран членом-корреспондентом Гёттингенской академии наук. В 1871 году был принят действительным членом Саксонской академии наук. В 1879/1880 учебном году был ректором Лейпцигского университета.
Его главный труд (неоконченный): «Handbuch der römischen Altertümer» («Римские древности». — Т. I и II, 3 изд. — Берлин, 1876—1879; Т. III, Ч. 1, 2 изд., 1876). Написал также «Die Epheten und der Areopag vor Solon» (Лейпциг, 1874).
Статьи Ланге, с его биографией, собраны под названием «Kleine Schriften aus dem Gebiete der Klassischen Altertumswissenschaft» (Гёттинген, 1887).
Скончался в Лейпциге 18 августа 1885 года.
В 1854 году женился на Адельхайде Блюме. У них было два сына, историк искусства Конрад (1855–1921) и физик Густав Людвиг (1863—1936), и две дочери, Софи и Гертруда.